# Tōkyū Tōyoko-Linie
| Triebzug der Baureihe 5050 bei Tamagawa |                   |                                        |                                        |
| Streckenlänge: | 24,2 km           |                                        |                                        |
| Spurweite: | 1067 mm (Kapspur) |                                        |                                        |
| Stromsystem: | 1500 V =          |                                        |                                        |
| Streckengeschwindigkeit: | 110 km/h          |                                        |                                        |
| Zweigleisigkeit: | ganze Strecke     |                                        |                                        |
| |                   |                                        |                                        |
| Gesellschaft: | Tōkyū Dentetsu    |                                        |                                        |
| \| \| \| ↑ Fukutoshin-Linie 2008– \| \| \| \| \| ↔ Hanzōmon-Linie 1978– \| \| \| \| \| ← Keiō Inokashira-Linie 1933– \| \| \| \| \| ↔ Ginza-Linie 1938– \| \| \| \| 0,0 \| Shibuya (渋谷) 1927– \| Shibuya (渋谷) 1927– \| \| \| 0,6 \| Namikibashi (並木橋) 1927–1946 \| Namikibashi (並木橋) 1927–1946 \| \| \| \| → Yamanote-Linie / Saikyō-Linie \| \| \| \| \| / Shōnan-Shinjuku-Linie 1906– \| \| \| \| \| alte Strecke –2013 \| \| \| \| \| \| \| \| \| 1,5 \| Daikan-yama (代官山) 1927– \| Daikan-yama (代官山) 1927– \| \| \| \| Shibuya-Tunnel \| \| \| \| \| → Hibiya-Linie 1964– \| \| \| \| \| Meguro-gawa \| \| \| \| 2,2 \| Naka-Meguro (中目黒) 1927– \| Naka-Meguro (中目黒) 1927– \| \| \| \| Durchbindung bis 2013 \| \| \| \| 3,2 \| Yūtenji (祐天寺) 1927– \| Yūtenji (祐天寺) 1927– \| \| \| 4,2 \| Gakugei-Daigaku (学芸大学) 1927– \| Gakugei-Daigaku (学芸大学) 1927– \| \| \| 5,6 \| Toritsu-Daigaku (都立大学) 1927– \| Toritsu-Daigaku (都立大学) 1927– \| \| \| \| ↔ Tōkyū Ōimachi-Linie 1929– \| \| \| \| 7,0 \| Jiyūgaoka (自由が丘) 1927– \| Jiyūgaoka (自由が丘) 1927– \| \| \| \| \| \| \| \| \| → Tōkyū Meguro-Linie 1923– \| \| \| \| \| \| \| \| \| 8,2 \| Den’en-chōfu (田園調布) 1923– \| Den’en-chōfu (田園調布) 1923– \| \| \| \| \| \| \| \| 9,0 \| Tamagawa (多摩川) 1923– \| Tamagawa (多摩川) 1923– \| \| \| \| \| \| \| \| \| → Tōkyū Tamagawa-Linie 1923– \| \| \| \| \| Tama-gawa \| \| \| \| 10,3 \| Shin-Maruko (新丸子) 1926– \| Shin-Maruko (新丸子) 1926– \| \| \| \| \| \| \| \| \| ↔ Nambu-Linie 1927– \| \| \| \| 10,8 \| Musashi-Kosugi (武蔵小杉) 1945– \| Musashi-Kosugi (武蔵小杉) 1945– \| \| \| \| ↔ Musashino-Linie 1973– \| \| \| \| 11,1 \| Kōgyō-Toshi (工業都市) 1939–1953 \| Kōgyō-Toshi (工業都市) 1939–1953 \| \| \| \| ← Betriebswerk Motosumiyoshi \| \| \| \| 12,1 \| Motosumiyoshi (元住吉) 1926– \| Motosumiyoshi (元住吉) 1926– \| \| \| \| \| \| \| \| \| Yakami-gawa \| \| \| \| \| \| \| \| \| 13,6 \| Hiyoshi (日吉) 1926– \| Hiyoshi (日吉) 1926– \| \| \| \| ← Grüne Linie 2008– \| \| \| \| \| \| \| \| \| \| \| \| \| \| 15,8 \| Tsunashima (綱島) 1926– \| Tsunashima (綱島) 1926– \| \| \| \| ← Sōtetsu Shin-Yokohama-Linie (im Bau) \| \| \| \| \| Tsurumi-gawa \| \| \| \| 17,5 \| Ōkurayama (大倉山) 1926– \| Ōkurayama (大倉山) 1926– \| \| \| \| ↔ Tōkaidō-Shinkansen 1964– \| \| \| \| \| ↔ Yokohama-Linie 1908– \| \| \| \| 18,8 \| Kikuna (菊名) 1926– \| Kikuna (菊名) 1926– \| \| \| 20,2 \| Myōrenji (妙蓮寺) 1926– \| Myōrenji (妙蓮寺) 1926– \| \| \| 21,4 \| Hakuraku (白楽) 1926– \| Hakuraku (白楽) 1926– \| \| \| 22,1 \| Higashi-Hakuraku (東白楽) 1927– \| Higashi-Hakuraku (東白楽) 1927– \| \| \| \| alte Strecke –2004 \| \| \| \| 22,7 \| Shin-Ōtamachi (新太田町) 1926–1946 \| Shin-Ōtamachi (新太田町) 1926–1946 \| \| \| 23,2 \| Tammachi (反町) 1926– \| Tammachi (反町) 1926– \| \| \| \| \| \| \| \| \| → Yokosuka-Linie, Shōnan-Shinjuku \| \| \| \| \| / Tōkaidō / Keihin-Tōhoku 1872– \| \| \| \| \| → Keikyū-Hauptlinie 1905– \| \| \| \| 23,8 \| Kanagawa (神奈川) 1926–1950 \| Kanagawa (神奈川) 1926–1950 \| \| \| \| ← Blaue Linie 1985– \| \| \| \| 24,2 \| Yokohama (横浜) 1915– \| Yokohama (横浜) 1915– \| \| \| \| ← Tōkaidō-Hauptlinie 1887– \| \| \| \| \| \| \| \| \| \| \| \| \| \| \| → Minatomirai-Linie 2004– \| \| \| \| \| ← Keikyū-Hauptlinie 1930– \| \| \| \| 24,9 \| Takashimachō (高島町) –2004 \| Takashimachō (高島町) –2004 \| \| \| \| → Takashima-Linie \| \| \| \| 26,2 \| Sakuragichō (桜木町) –2004 \| Sakuragichō (桜木町) –2004 \| \| \| \| ↓ Negishi-Linie 1964– \| \| |                   |                                        |                                        |
| U-Bahn-Strecke (im Tunnel) |                   | ↑ Fukutoshin-Linie 2008–               | ↑ Fukutoshin-Linie 2008–               |
| U-Bahn-Strecke quer (im Tunnel) · U-Bahn-Strecke quer (im Tunnel) · Kreuzung mit U-Bahn mit Tunnelstrecke · U-Bahn-Strecke quer (im Tunnel) · Turmbahnhof mit Tunnelstrecke (im Tunnel) |                   | ↔ Hanzōmon-Linie 1978–                 | ↔ Hanzōmon-Linie 1978–                 |
| Strecke quer (im Tunnel) · Kopfbahnhof Streckenende und quer · Strecke · Strecke (im Tunnel) |                   | ← Keiō Inokashira-Linie 1933–          | ← Keiō Inokashira-Linie 1933–          |
| U-Bahn-Betriebs-/Güterbahnhof Streckenanfang und quer · U-Bahn-Strecke quer · Kreuzung mit U-Bahn geradeaus unten · U-Bahn-Bahnhof quer · Kreuzung mit oberirdischer Strecke (im Tunnel) |                   | ↔ Ginza-Linie 1938–                    | ↔ Ginza-Linie 1938–                    |
| Bahnhof · Kopfbahnhof Anfang Hochstrecke (Strecke außer Betrieb) · Strecke (im Tunnel) | 0,0               | Shibuya (渋谷) 1927–                   | Shibuya (渋谷) 1927–                   |
| Strecke · Haltepunkt / Haltestelle (Strecke außer Betrieb) · Strecke (im Tunnel) | 0,6               | Namikibashi (並木橋) 1927–1946         | Namikibashi (並木橋) 1927–1946         |
| Strecke · Strecke (außer Betrieb) · Strecke (im Tunnel) |                   | → Yamanote-Linie / Saikyō-Linie        | → Yamanote-Linie / Saikyō-Linie        |
| Strecke nach links · Kreuzung Ende Hochstrecke (Strecke geradeaus außer Betrieb) · Kreuzung mit oberirdischer Strecke (im Tunnel) |                   | / Shōnan-Shinjuku-Linie 1906–          | / Shōnan-Shinjuku-Linie 1906–          |
| Strecke (im Tunnel) |                   | alte Strecke –2013                     | alte Strecke –2013                     |
| Abzweig ehemals geradeaus und von links · Strecke Tunnelanfang und quer · Strecke nach rechts (im Tunnel) |                   |                                        |                                        |
| Haltepunkt / Haltestelle | 1,5               | Daikan-yama (代官山) 1927–             | Daikan-yama (代官山) 1927–             |
| Tunnel |                   | Shibuya-Tunnel                         | Shibuya-Tunnel                         |
| Strecke · U-Bahn-Tunnelende |                   | → Hibiya-Linie 1964–                   | → Hibiya-Linie 1964–                   |
| Brücke über Wasserlauf · U-Bahn-Brücke über Wasserlauf |                   | Meguro-gawa                            | Meguro-gawa                            |
| | 2,2               | Naka-Meguro (中目黒) 1927–             | Naka-Meguro (中目黒) 1927–             |
| |                   | Durchbindung bis 2013                  |                                        |
| Haltepunkt / Haltestelle | 3,2               | Yūtenji (祐天寺) 1927–                 | Yūtenji (祐天寺) 1927–                 |
| Haltepunkt / Haltestelle | 4,2               | Gakugei-Daigaku (学芸大学) 1927–       | Gakugei-Daigaku (学芸大学) 1927–       |
| Haltepunkt / Haltestelle | 5,6               | Toritsu-Daigaku (都立大学) 1927–       | Toritsu-Daigaku (都立大学) 1927–       |
| Strecke |                   | ↔ Tōkyū Ōimachi-Linie 1929–            | ↔ Tōkyū Ōimachi-Linie 1929–            |
| Strecke quer · Turmbahnhof geradeaus oben · Strecke quer | 7,0               | Jiyūgaoka (自由が丘) 1927–             | Jiyūgaoka (自由が丘) 1927–             |
| |                   |                                        |                                        |
| Abzweig geradeaus und von links (Strecke außer Betrieb) · Kreuzung (Querstrecke außer Betrieb) |                   | → Tōkyū Meguro-Linie 1923–             | → Tōkyū Meguro-Linie 1923–             |
| Strecke (außer Betrieb) · Tunnelanfang |                   |                                        |                                        |
| Bahnhof (Strecke außer Betrieb) · Bahnhof (im Tunnel) | 8,2               | Den’en-chōfu (田園調布) 1923–          | Den’en-chōfu (田園調布) 1923–          |
| |                   |                                        |                                        |
| | 9,0               | Tamagawa (多摩川) 1923–                | Tamagawa (多摩川) 1923–                |
| Strecke · Tunnelende |                   |                                        |                                        |
| Abzweig geradeaus und ehemals nach links · Abzweig ehemals quer und nach links |                   | → Tōkyū Tamagawa-Linie 1923–           | → Tōkyū Tamagawa-Linie 1923–           |
| Brücke über Wasserlauf |                   | Tama-gawa                              | Tama-gawa                              |
| Bahnhof | 10,3              | Shin-Maruko (新丸子) 1926–             | Shin-Maruko (新丸子) 1926–             |
| Abzweig geradeaus und nach halbrechts |                   |                                        |                                        |
| Abzweig quer · Kreuzung geradeaus oben |                   | ↔ Nambu-Linie 1927–                    | ↔ Nambu-Linie 1927–                    |
| | 10,8              | Musashi-Kosugi (武蔵小杉) 1945–        | Musashi-Kosugi (武蔵小杉) 1945–        |
| Kreuzung mit Tunnelstrecke |                   | ↔ Musashino-Linie 1973–                | ↔ Musashino-Linie 1973–                |
| ehemaliger Haltepunkt / Haltestelle | 11,1              | Kōgyō-Toshi (工業都市) 1939–1953       | Kōgyō-Toshi (工業都市) 1939–1953       |
| |                   | ← Betriebswerk Motosumiyoshi           |                                        |
| Blockstelle · Bahnhof | 12,1              | Motosumiyoshi (元住吉) 1926–           | Motosumiyoshi (元住吉) 1926–           |
| |                   |                                        |                                        |
| Brücke über Wasserlauf |                   | Yakami-gawa                            | Yakami-gawa                            |
| Tunnelanfang |                   |                                        |                                        |
| | 13,6              | Hiyoshi (日吉) 1926–                   | Hiyoshi (日吉) 1926–                   |
| Tunnelende |                   | ← Grüne Linie 2008–                    | ← Grüne Linie 2008–                    |
| |                   |                                        |                                        |
| Strecke · Tunnelanfang (Strecke außer Betrieb) |                   |                                        |                                        |
| Haltepunkt / Haltestelle · Haltepunkt / Haltestelle (Strecke außer Betrieb) (im Tunnel) | 15,8              | Tsunashima (綱島) 1926–                | Tsunashima (綱島) 1926–                |
| Kreuzung mit Tunnelstrecke (Querstrecke außer Betrieb) · Strecke nach rechts (außer Betrieb) (im Tunnel) |                   | ← Sōtetsu Shin-Yokohama-Linie (im Bau) | ← Sōtetsu Shin-Yokohama-Linie (im Bau) |
| Brücke über Wasserlauf |                   | Tsurumi-gawa                           | Tsurumi-gawa                           |
| Haltepunkt / Haltestelle | 17,5              | Ōkurayama (大倉山) 1926–               | Ōkurayama (大倉山) 1926–               |
| Kreuzung geradeaus unten |                   | ↔ Tōkaidō-Shinkansen 1964–             | ↔ Tōkaidō-Shinkansen 1964–             |
| Strecke |                   | ↔ Yokohama-Linie 1908–                 | ↔ Yokohama-Linie 1908–                 |
| Strecke quer · Turmbahnhof geradeaus oben · Strecke quer | 18,8              | Kikuna (菊名) 1926–                    | Kikuna (菊名) 1926–                    |
| Haltepunkt / Haltestelle | 20,2              | Myōrenji (妙蓮寺) 1926–                | Myōrenji (妙蓮寺) 1926–                |
| Haltepunkt / Haltestelle | 21,4              | Hakuraku (白楽) 1926–                  | Hakuraku (白楽) 1926–                  |
| Haltepunkt / Haltestelle | 22,1              | Higashi-Hakuraku (東白楽) 1927–        | Higashi-Hakuraku (東白楽) 1927–        |
| |                   | alte Strecke –2004                     |                                        |
| Haltepunkt / Haltestelle (Strecke außer Betrieb) · Tunnelanfang | 22,7              | Shin-Ōtamachi (新太田町) 1926–1946     | Shin-Ōtamachi (新太田町) 1926–1946     |
| Haltepunkt / Haltestelle (Strecke außer Betrieb) · Haltepunkt / Haltestelle (im Tunnel) | 23,2              | Tammachi (反町) 1926–                  | Tammachi (反町) 1926–                  |
| Tunnel (Strecke außer Betrieb) · Strecke (im Tunnel) |                   |                                        |                                        |
| Strecke (außer Betrieb) · Strecke (im Tunnel) · Strecke von links · Strecke quer |                   | → Yokosuka-Linie, Shōnan-Shinjuku      | → Yokosuka-Linie, Shōnan-Shinjuku      |
| Strecke (außer Betrieb) · Strecke (im Tunnel) · Strecke |                   | / Tōkaidō / Keihin-Tōhoku 1872–        | / Tōkaidō / Keihin-Tōhoku 1872–        |
| Strecke (außer Betrieb) · Strecke (im Tunnel) · Strecke · Strecke von links |                   | → Keikyū-Hauptlinie 1905–              | → Keikyū-Hauptlinie 1905–              |
| Haltepunkt / Haltestelle (Strecke außer Betrieb) · Strecke (im Tunnel) · ehemaliger Haltepunkt / Haltestelle · Haltepunkt / Haltestelle | 23,8              | Kanagawa (神奈川) 1926–1950            | Kanagawa (神奈川) 1926–1950            |
| U-Bahn-Strecke von rechts (im Tunnel) · Strecke (außer Betrieb) · Strecke (im Tunnel) · Strecke · Strecke |                   | ← Blaue Linie 1985–                    | ← Blaue Linie 1985–                    |
| | 24,2              | Yokohama (横浜) 1915–                  | Yokohama (横浜) 1915–                  |
| U-Bahn-Kreuzung (im Tunnel) · Kreuzung geradeaus oben (Strecke geradeaus außer Betrieb) · Kreuzung mit oberirdischer Strecke (im Tunnel) · Abzweig geradeaus und nach rechts · Strecke |                   | ← Tōkaidō-Hauptlinie 1887–             | ← Tōkaidō-Hauptlinie 1887–             |
| U-Bahn-Strecke (im Tunnel) · Strecke (außer Betrieb) · Strecke nach halblinks (im Tunnel) · Strecke nach halbrechts · Strecke |                   |                                        |                                        |
| U-Bahn-Strecke (im Tunnel) · Strecke (außer Betrieb) · Strecke von halblinks · Strecke von halbrechts (im Tunnel) · Strecke |                   |                                        |                                        |
| U-Bahn-Strecke (im Tunnel) · Strecke (außer Betrieb) · Strecke · Strecke nach links (im Tunnel) · Kreuzung mit Tunnelstrecke |                   | → Minatomirai-Linie 2004–              | → Minatomirai-Linie 2004–              |
| U-Bahn-Kreuzung (im Tunnel) · Kreuzung geradeaus oben (Strecke geradeaus außer Betrieb) · Kreuzung geradeaus oben · Strecke quer · Strecke nach rechts |                   | ← Keikyū-Hauptlinie 1930–              | ← Keikyū-Hauptlinie 1930–              |
| U-Bahn-Haltepunkt / Haltestelle (im Tunnel) · Haltepunkt / Haltestelle (Strecke außer Betrieb) · Strecke | 24,9              | Takashimachō (高島町) –2004            | Takashimachō (高島町) –2004            |
| U-Bahn-Strecke (im Tunnel) · Strecke (außer Betrieb) · Abzweig geradeaus und von links · Strecke Tunnelanfang und quer |                   | → Takashima-Linie                      | → Takashima-Linie                      |
| | 26,2              | Sakuragichō (桜木町) –2004             | Sakuragichō (桜木町) –2004             |
| Strecke |                   | ↓ Negishi-Linie 1964–                  | ↓ Negishi-Linie 1964–                  |

Die Tōkyū Tōyoko-Linie (jap. 東急東横線, Tōkyū Tōyoko-sen) ist eine Eisenbahnstrecke auf der japanischen Insel Honshū, die von der Bahngesellschaft Tōkyū Dentetsu betrieben wird. Sie verbindet Shibuya im Zentrum Tokios mit Yokohama in der Präfektur Kanagawa. An beiden Enden der Strecke bestehen Durchbindungen zu anschließenden Bahnstrecken. Der Name Tōyoko (東横) ist eine Kombination der jeweils ersten Kanji-Zeichen für Tokio (東京) und Yokohama (横浜). Neben der ebenfalls in Shibuya beginnenden Den’entoshi-Linie ist die Tōyoko-Linie eine von zwei Hauptlinien der Tōkyū Dentetsu.

## Streckenbeschreibung
Die 24,2 km lange Strecke ist in Kapspur (1067 mm) verlegt und mit 1500 V Gleichspannung elektrifiziert. Sie ist durchgehend zweigleisig ausgebaut; zwischen den Bahnhöfen Den’en-chōfu und Hiyoshi besteht ein viergleisiger Abschnitt von 5,4 km Länge, der von der Tōkyū Meguro-Linie geteilt wird. Es werden 21 Bahnhöfe bedient (einschließlich Endbahnhöfe), die zulässige Höchstgeschwindigkeit beträgt 110 km/h.
Nördlicher Ausgangspunkt ist der Bahnhof Shibuya, wo sich die Bahnsteige der Tōyoko-Linie unter der Hauptstraße Meiji-dōri befinden – im fünften Untergeschoss des angrenzenden Wolkenkratzers Shibuya Hikarie, der wie die Bahngesellschaft zur Tokyu Group gehört. Im Tunnelbahnhof geht die Bahnstrecke unmittelbar in die nordwärts führende Fukutoshin-Linie der U-Bahn-Gesellschaft Tōkyō Metro über. Bis März 2013 befand sich die Endstation auf einem (inzwischen abgerissenen) Viadukt neben der Straße und besaß vier überdachte Stumpfgleise. Die Tōyoko-Linie verläuft zunächst südostwärts unter dem Flussbett des Shibuya-gawa, wendet sich in einer engen Kurve nach Südwesten und unterquert dabei mehrere Strecken von JR East, bevor sie nach etwa 1,3 km auf einer 35 Promille steilen Rampe an die Oberfläche gelangt.
In Naka-Meguro kann zur Hibiya-Linie der Tokioter U-Bahn umgestiegen werden; zu ihr bestand bis März 2013 eine Durchbindung. Weiter geht es nach Jiyūgaoka; in diesem Turmbahnhof wird die Tōkyū Ōimachi-Linie gekreuzt. Im nachfolgenden Tunnelbahnhof Den’en-chōfu mündet von Osten her die Tōkyū Meguro-Linie ein. Auf den nächsten 5,4 km ist die Trasse viergleisig, wobei die Züge beider Linien voneinander betrieblich getrennte Doppelspuren befahren. In Tamagawa zweigt die Tōkyū Tamagawa-Linie ab, anschließend wird der Fluss Tama auf einer Brücke überquert. Ein weiterer Turmbahnhof ist Musashi-Kosugi, wo die Nambu-Linie gekreuzt wird. Der viergleisige Abschnitt und die Meguro-Linie enden beide im Tunnelbahnhof Hiyoshi am Stadtrand Yokohamas, wo Anschluss an die U-Bahn Yokohama besteht. Ab Ende 2022 soll hier außerdem die Sōtetsu Shin-Yokohama-Linie beginnen, die mehrere neue Direktverbindungen zwischen den Streckennetzen von JR East, Sagami Tetsudō und Tōkyū Dentetsu ermöglichen wird.
Nach der Überquerung des Flusses Tsurumi und unter der Tōkaidō-Shinkansen hindurch erreicht die Strecke mit Kikuna einen weiteren Turmbahnhof (Übergang zur Yokohama-Linie). Südlich von Higashi-Hakuraku begann einst eine weitere Viaduktstrecke; sie verlief zunächst südwärts zur Tōkaidō-Hauptlinie, folgte dieser bis zum Bahnhof Yokohama und führte weiter parallel zur Negishi-Linie bis nach Sakuragichō im Stadtzentrum. Seit Januar 2004 führt die Tōyoko-Linie durch einen Tunnel direkt zum Bahnhof Yokohama, wo sie in die ebenfalls von Tōkyū Dentetsu betriebene Minatomirai-Linie übergeht. Diese vollständig unterirdische Strecke erschließt das Stadtentwicklungsgebiet Minato Mirai 21 im Hafenbereich und führt vier Kilometer weiter bis nach Motomachi-Chūkagai in der Chinatown Yokohamas.

## Züge
Das Zugangebot auf der Tōyoko-Linie ist sehr dicht. Tagsüber verkehren zwischen Shibuya und Yokohama in beiden Richtungen jede Stunde 16 bis 18 Züge, während der Hauptverkehrszeit 20 oder 21 Züge. Zahlreiche von ihnen werden an beiden Enden der Strecke zu anderen Bahnlinien durchgebunden. Von Shibuya aus verkehren die von Süden her kommenden Züge weiter auf der Fukutoshin-Linie von Tōkyō Metro zu verschiedenen Zielen auf den Streckennetzen von Seibu Tetsudō und Tōbu Tetsudō:
- über Wakōshi weiter auf der Tōbu Tōjō-Hauptlinie nach Shinrin-kōen oder Ogawamachi
- über Kotake-Mukaihara weiter auf der Seibu Yūrakuchō-Linie und der Seibu Ikebukuro-Linie nach Nerima, Kotesashi oder Hannō

In Yokohama bildet die Minatomirai-Linie nach Motomachi-Chūkagai, die gemeinsam von der Tōkyū Dentetsu und der Yokohama Kōsoku Tetsudō betrieben wird, eine integrale Fortsetzung der Tōyoko-Linie. Der Unterschied besteht lediglich in den Besitzverhältnissen der Strecke; anders als bei Durchbindungen üblich erfolgt an der Schnittstelle kein Personalwechsel.
Folgende Zuggattungen werden angeboten:
S-Train (jap. エストレイン, Esutorein)

In diesen Zügen sind sämtliche Sitzplätze reservationspflichtig und erfordern einen Zuschlag zum üblichen Fahrpreis. Während die S-Train an Werktagen auf die Fukutoshin-Linie und das Streckennetz von Seibu Tetsudō beschränkt sind, verkehren sie an Wochenenden zwischen Seibu-Chichibu und Motomachi-Chūkagai. Dabei befahren sie hintereinander fünf verschiedene Bahnstrecken, darunter die Tōyoko-Linie.
■ Tokkyū (特急, auf Englisch auch F Liner genannt)

Die schnellsten Züge auf der Tōyoko-Linie ohne Zuschlag benötigen zwischen Shibuya und Motomachi-Chūkagai 35 Minuten. In Shibuya werden sie auf die Fukutoshin-Linie durchgebunden und fahren anschließend als Schnellzüge auf dem Seibu- und Tōbu-Streckennetz.
■ Tsūkin-tokkyū (jap. 通勤特急, engl. Commuter Limited Express)

Diese Eilzüge legen mehr Zwischenhalte ein und verkehren während der morgendlichen und abendlichen Hauptverkehrszeit anstelle der Tokkyū. Die meisten werden ebenfalls auf das Seibu- und Tōbu-Streckennetz durchgebunden.
■ Kyūkō (急行, engl. Express)

Eilzüge, die den ganzen Tag über auf der Tōyoko- und der Minatomirai-Linie verkehren. Einzelne verkehren als Lokalzüge weiter auf der Fukutoshin-Linie.
■ Kakueki-teisha (各駅停車, engl. Local)

Nahverkehrszüge mit Halt an allen Bahnhöfen.

## Bilder

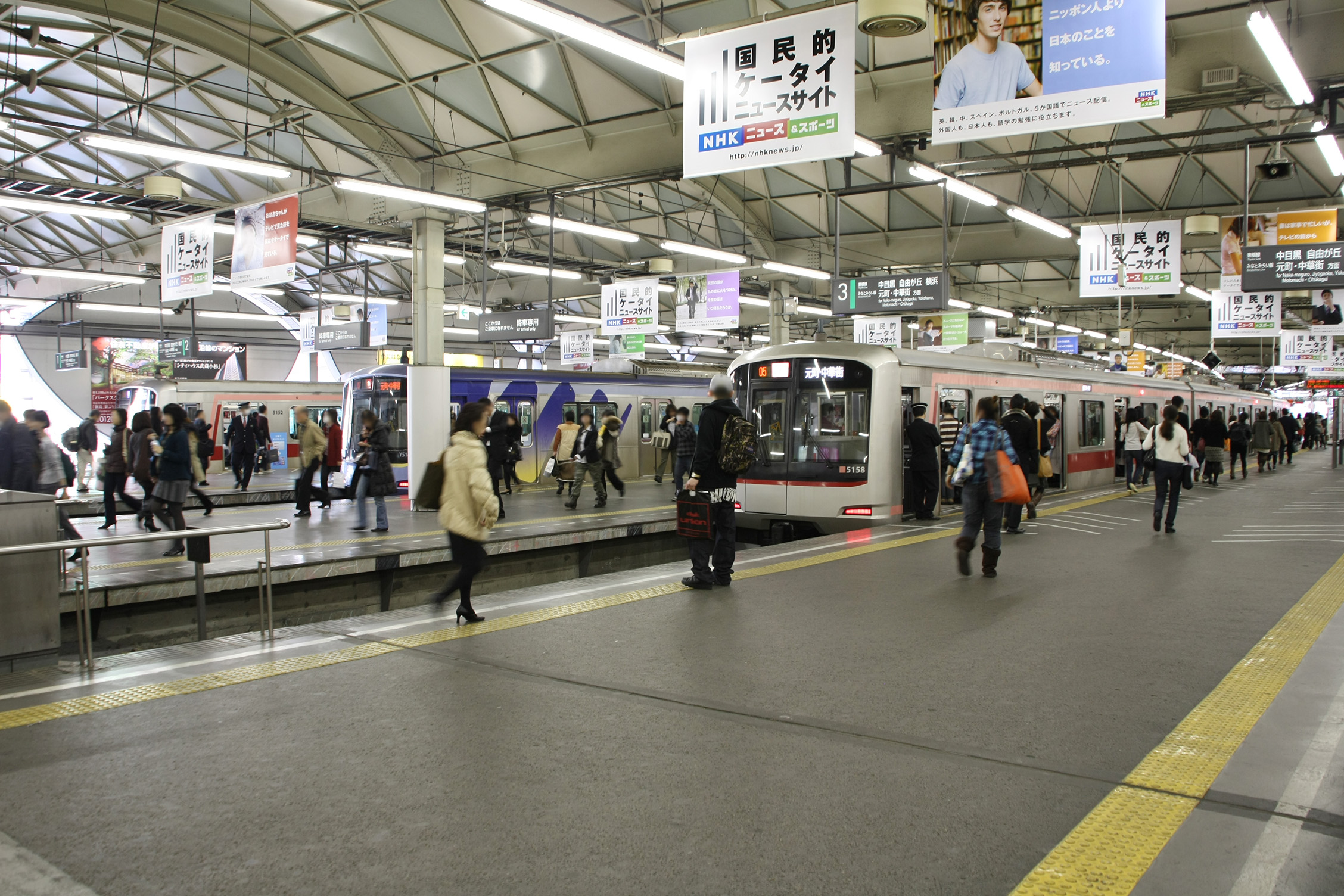
Ehemaliger Endbahnhof Shibuya (2007)
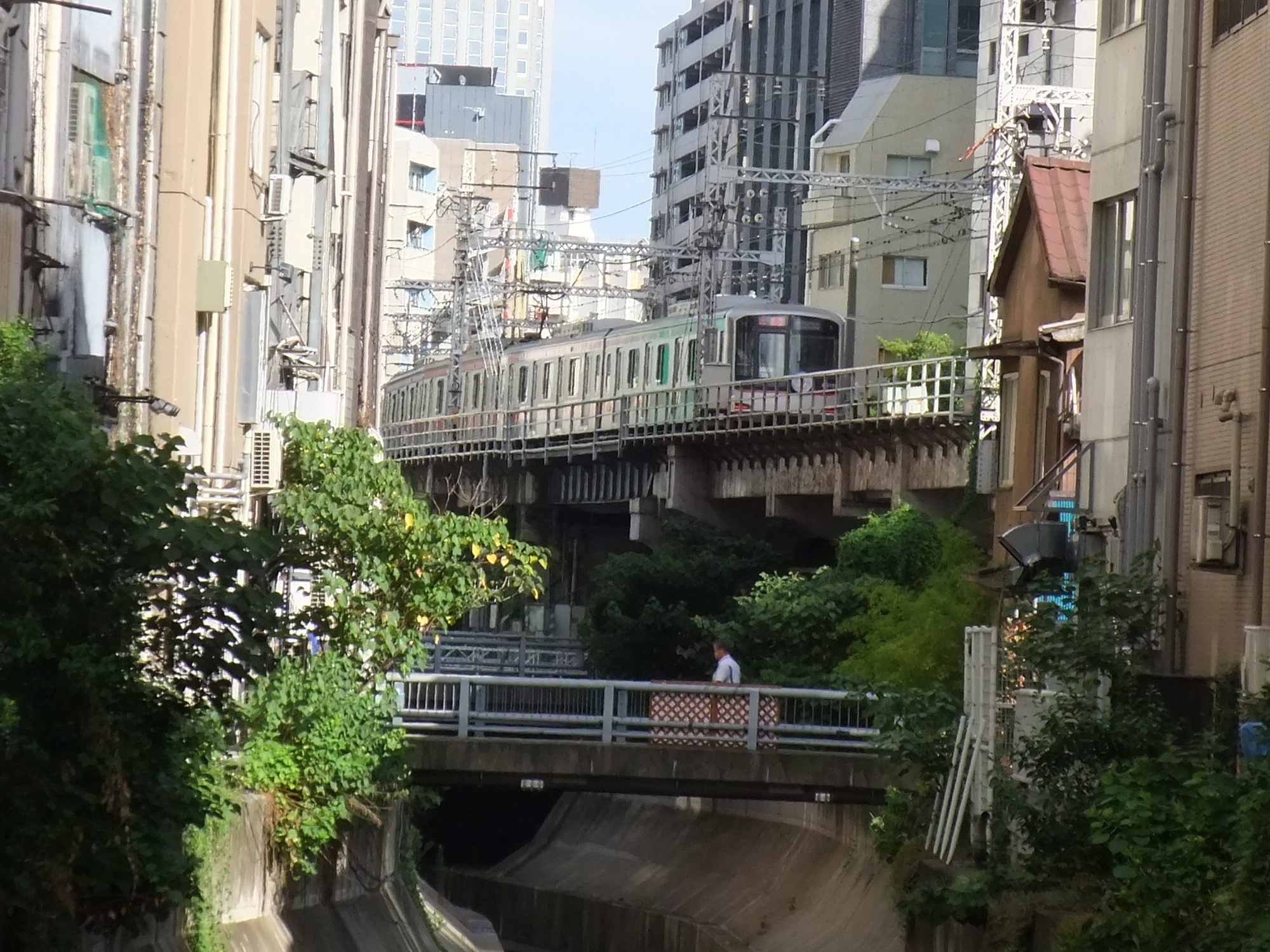
Ehemaliger Viadukt über dem Shibuya-gawa (2011)
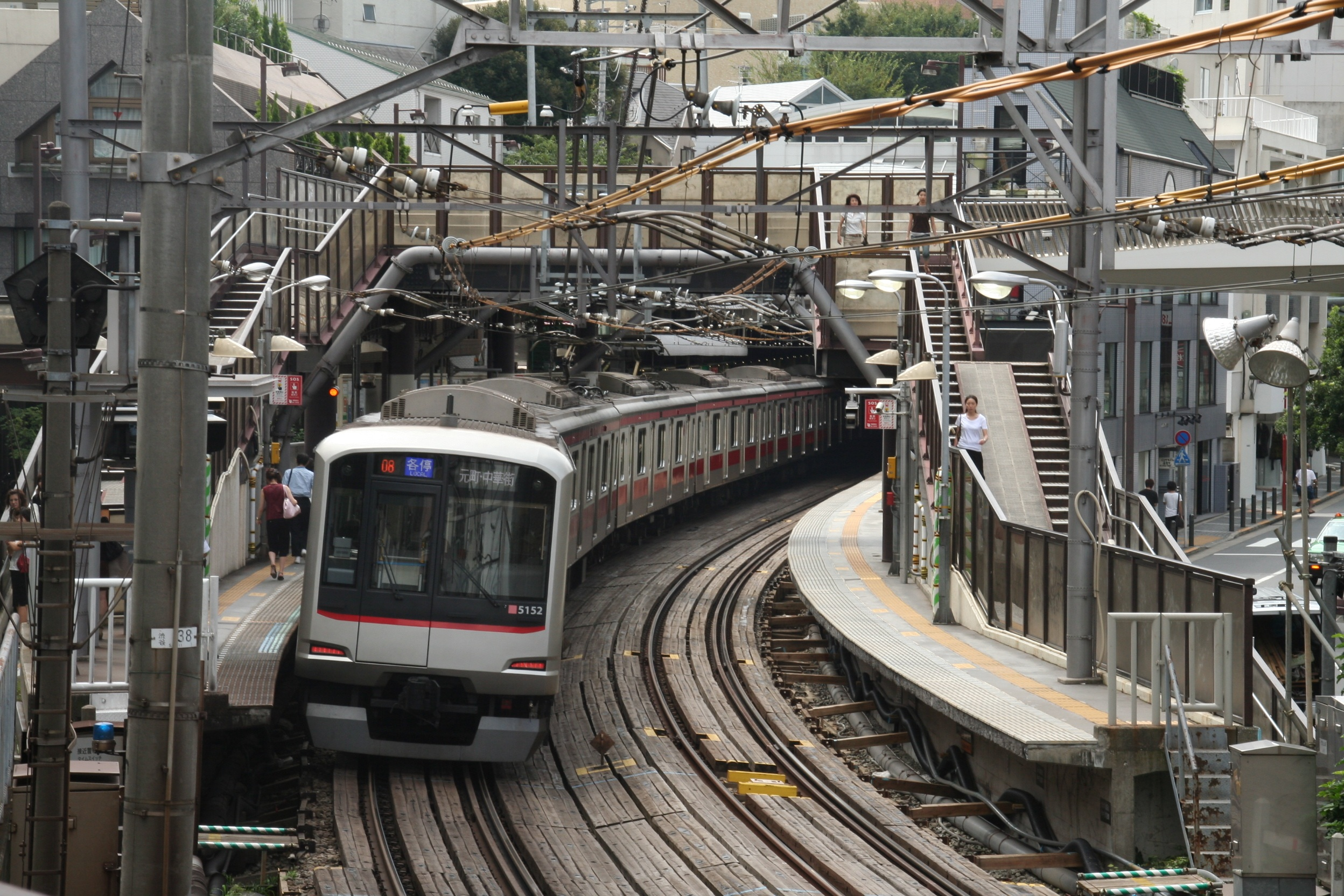
Bahnhof Daikan-yama
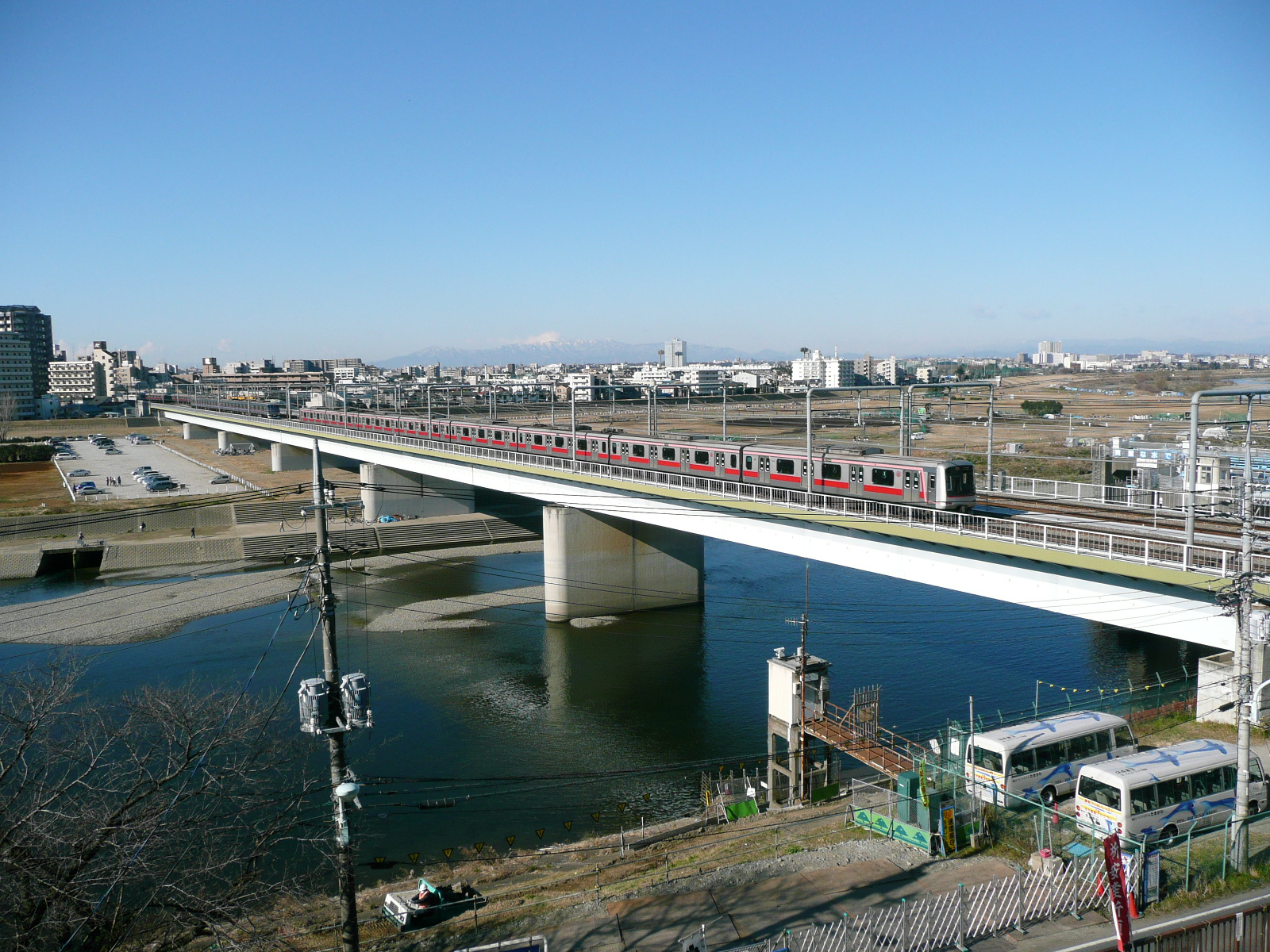
Brücke über den Tama

## Geschichte
Die von Gotō Keita geführte Bahngesellschaft Tōkyō-Yokohama Dentetsu erhielt im November 1924 die Genehmigung für den Bau einer elektrischen Vorortsbahn von Tokio nach Yokohama. Am 14. Februar 1926 eröffnete sie den ersten Abschnitt der Tōyoko-Linie zwischen den Bahnhöfen Tamagawa und Kanagawa (etwa einen halben Kilometer östlich des damals im Bau befindlichen Bahnhofs Yokohama gelegen). Am 28. August 1927 folgte der Streckenabschnitt zwischen Tamagawa und Shibuya, am 18. Mai 1928 jener zwischen Kanagawa und Takashimachō im Stadtzentrum Yokohamas. Mit der Inbetriebnahme des letzten ausstehenden Teilstücks Takashimachō–Sakuragichō am 31. März 1932 war die Tōyoko-Linie vollendet.
Am 1. Oktober 1939 übernahm die Tōkyō-Yokohama Dentetsu die ebenfalls von Gotō geführte Meguro Kamata Dentetsu, die Betreiberin der Meguro-Linie. Die Bahngesellschaft erhielt am 1. Mai 1942 ihren heutigen Namen. Am selben Tag schloss sie sich mit den Konkurrenten Odakyū Dentetsu und Keikyū zum Daitōkyū-Konglomerat zusammen, zu dem am 31. Mai 1944 durch Übernahme auch die Keiō Dentetsu dazustieß. In der Folge kontrollierte Daitōkyū den überwiegenden Teil des nichtstaatlichen Bahnverkehrs im Südwesten des Ballungsraumes Tokio. Zwei Jahre nach Kriegsende beschlossen die Aktionäre am 26. November 1947 an einer außerordentlichen Versammlung, das finanziell angeschlagene Konglomerat durch Ausgründungen aufzulösen. Dieser Schritt erfolgte am 1. Juni 1948.

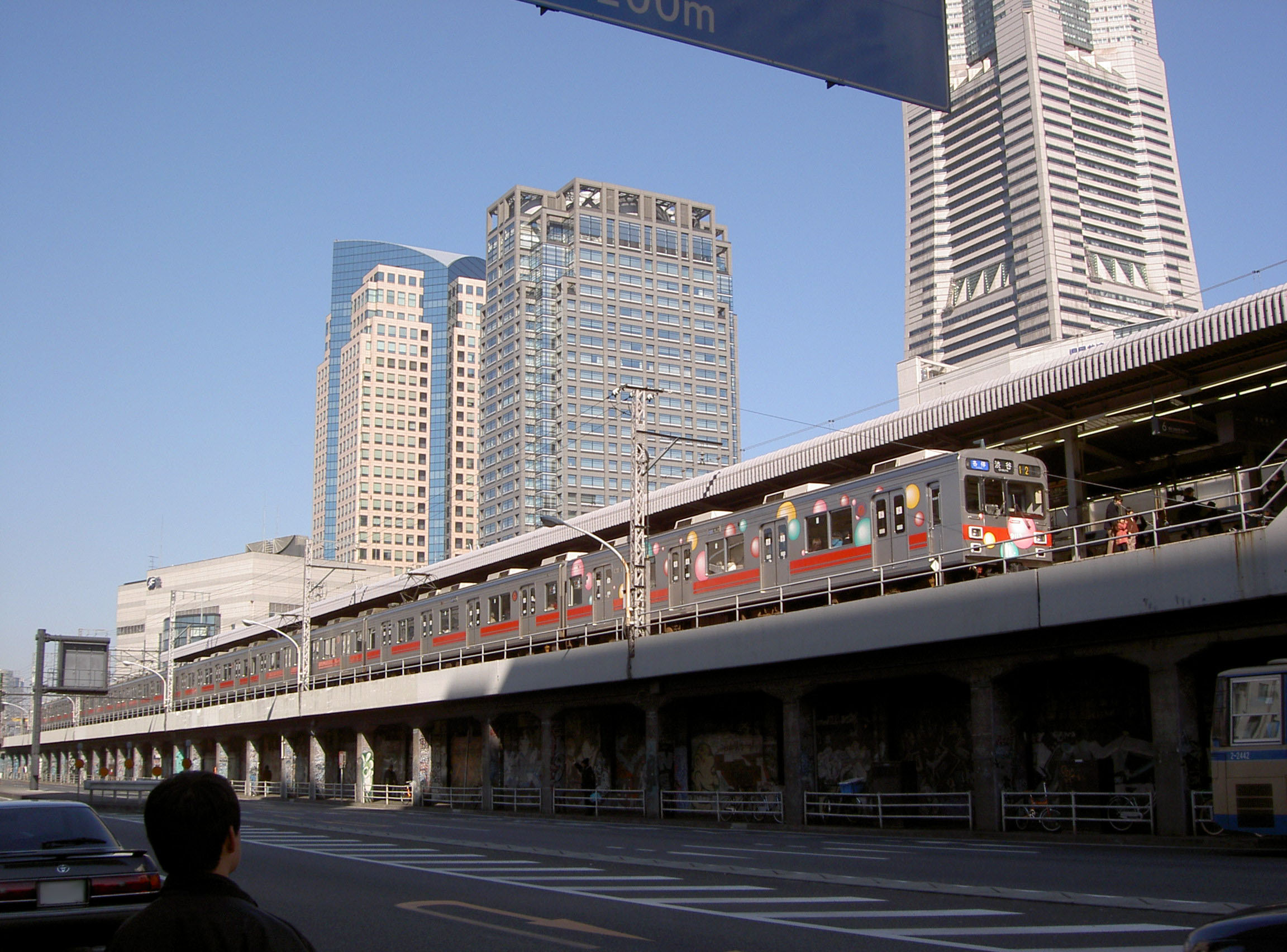
Ehemaliger Viadukt mit Bahnhof Sakuragichō (2004)

Die Fahrleitungsspannung, die bisher 600 V betragen hatte, wurde am 1. Oktober 1952 auf 1500 V erhöht. Der Abschnitt Yokohama–Sakuragichō war als einziger zunächst nur eingleisig gewesen, ab 10. September 1956 stand dort ebenfalls ein zweites Gleis zur Verfügung. Als die U-Bahn-Gesellschaft Eidan (heute Tōkyō Metro) am 29. August 1964 die Hibiya-Linie in Betrieb nahm, begann sie ihre Züge über die südliche Endstation Naka-Meguro hinaus auf die Tōyoko-Linie bis nach Hiyoshi durchzubinden. Aufgrund des Neubaus des Bahnhofs Hiyoshi standen die dortigen Wendegleise von März 1988 bis November 1991 nicht zur Verfügung, weshalb die U-Bahnen während dieser Zeit weiter bis nach Kikuna verkehrten. Mit dem Fahrplanwechsel vom 28. März 2001 führte die Tōkyū Dentetsu Eilzüge auf der Tōyoko-Linie ein, gleichzeitig verringerte sie die Zahl der durchgebundenen U-Bahnen außerhalb der Hauptverkehrszeiten von vier auf zwei je Stunde.
Am 30. Januar 2004 legte die Tōkyū Dentetsu die beiden südlichsten Bahnhöfe Takashimachō und Sakuragichō still. Zwei Tage später, am 2. Februar, begann sie die Züge der Tōyoko-Linie auf die neu eröffnete Minatomirai-Linie zu leiten, die im Bahnhof Yokohama beginnt. Die Stadtverwaltung von Yokohama ließ den nicht mehr benötigten Viadukt zu einer urbanen Grünfläche umgestalten und machte ihn zwischen 2006 und 2011 als Tōyoko Flower Green Road der Öffentlichkeit zugänglich. Der 1,5 km lange Streckenabschnitt zwischen Shibuya und Daikan-yama wurde am 16. März 2013 stillgelegt und durch einen Tunnel ersetzt, der zum U-Bahnhof Shibuya der Fukutoshin-Linie führt. Am selben Tag schloss Tōkyū Dentetsu den oberirdischen Endbahnhof Shibuya und stellte gleichzeitig die Durchbindung zur Hibiya-Linie ein. Stattdessen besteht seither eine durchgehende Verbindung von der Minatomirai-Linie über die Tōyoko-Linie und die Fukutoshin-Linie zur Seibu Ikebukuro-Linie oder zur Tōbu Tōjō-Hauptlinie.

## Liste der Bahnhöfe

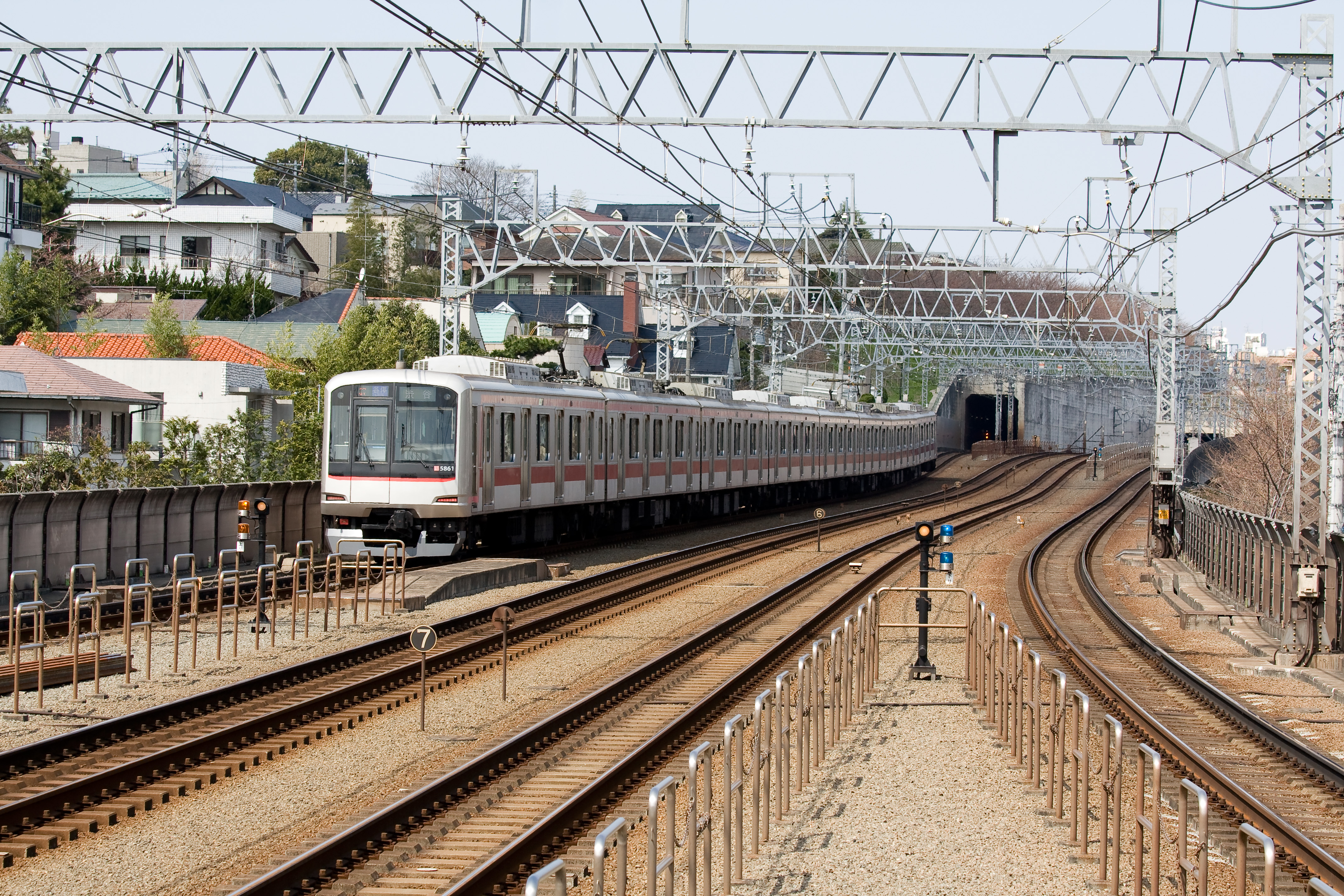
Viergleisiger Abschnitt bei Tamagawa; die Tōyoko-Linie nutzt die beiden äußeren Gleise

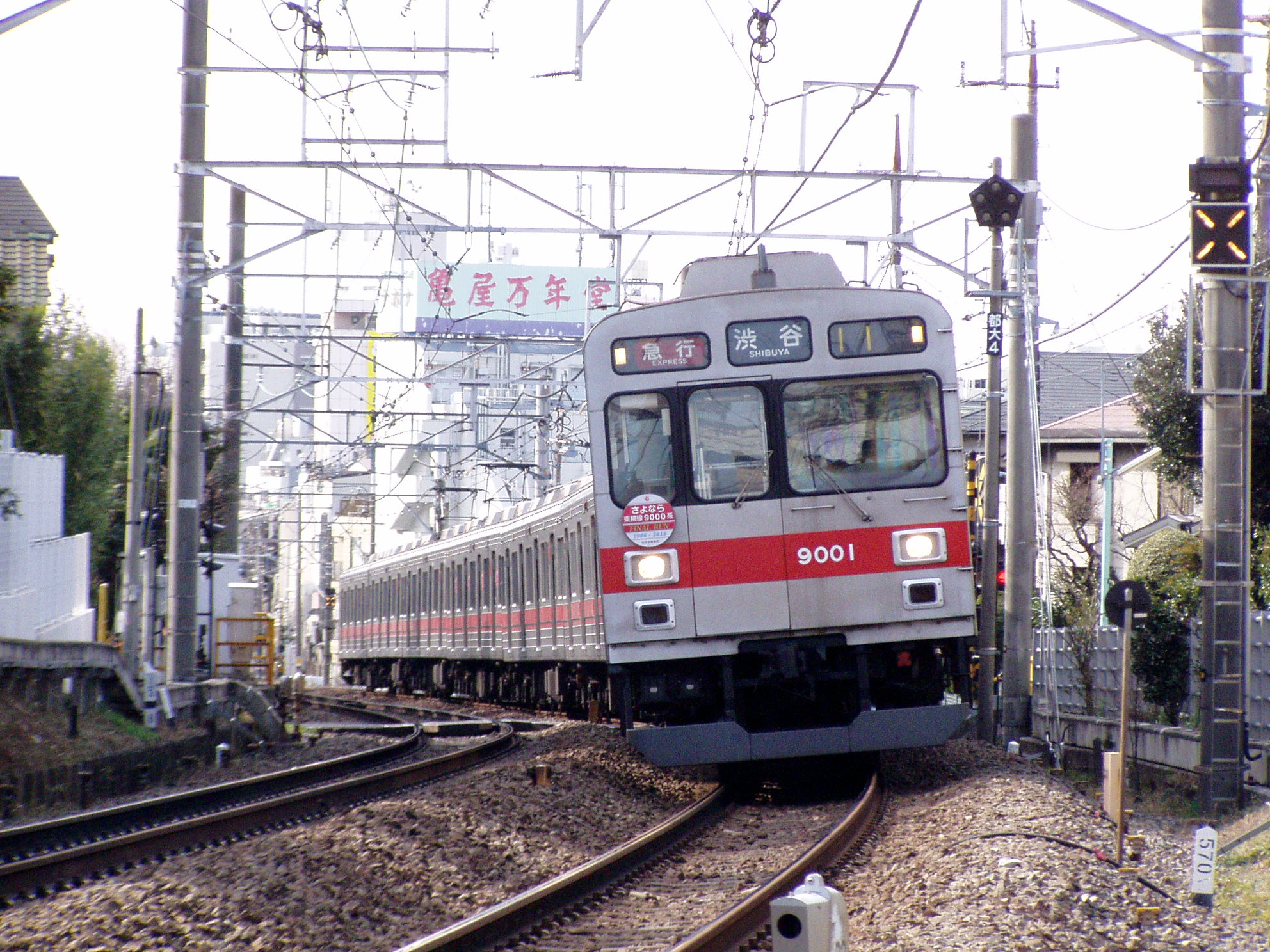
Triebzug der Baureihe 9000 bei Jiyūgaoka (2013)

Ky = Kyūkō (Express); TT = Tsūkin-tokkyū (Commuter Limited Express); To = Tokkyū; ST = S-Train
| Name                                 | Name                       | km   | Ky | TT | To | ST | Anschlusslinien | Lage   | Ort                   | Präfektur |
| ------------------------------------ | -------------------------- | ---- | -- | -- | -- | -- | --- | ------ | --------------------- | --------- |
| ↑ Durchbindung zur Fukutoshin-Linie  |                            |      |    |    |    |    | |        |                       |           |
| TY01                                 | Shibuya (渋谷)             | 00,0 | ●  | ●  | ●  | ●  | Saikyō-Linie Shōnan-Shinjuku-Linie Yamanote-Linie Keiō Inokashira-Linie Tōkyū Den’entoshi-Linie U-Bahn Tokio: Fukutoshin-Linie Ginza-Linie Hanzōmon-Linie | Koord. | Shibuya, Tokio        | Tokio     |
| TY02                                 | Daikan-yama (代官山)       | 01,5 | ǀ  | ǀ  | ǀ  | ǀ  | | Koord. | Shibuya, Tokio        | Tokio     |
| TY03                                 | Naka-Meguro (中目黒)       | 02,2 | ●  | ●  | ●  | ǀ  | Hibiya-Linie | Koord. | Meguro, Tokio         | Tokio     |
| TY04                                 | Yūtenji (祐天寺)           | 03,2 | ǀ  | ǀ  | ǀ  | ǀ  | | Koord. | Meguro, Tokio         | Tokio     |
| TY05                                 | Gakugei-daigaku (学芸大学) | 04,2 | ●  | ǀ  | ǀ  | ǀ  | | Koord. | Meguro, Tokio         | Tokio     |
| TY06                                 | Toritsu-daigaku (都立大学) | 05,6 | ǀ  | ǀ  | ǀ  | ǀ  | | Koord. | Meguro, Tokio         | Tokio     |
| TY07                                 | Jiyūgaoka (自由が丘)       | 07,0 | ●  | ●  | ●  | ●  | Tōkyū Ōimachi-Linie | Koord. | Meguro, Tokio         | Tokio     |
| TY08                                 | Den’en-chōfu (田園調布)    | 08,2 | ●  | ǀ  | ǀ  | ǀ  | Tōkyū Meguro-Linie | Koord. | Ōta, Tokio            | Tokio     |
| TY09                                 | Tamagawa (多摩川)          | 09,0 | ●  | ǀ  | ǀ  | ǀ  | Tōkyū Tamagawa-Linie | Koord. | Ōta, Tokio            | Tokio     |
| TY10                                 | Shin-Maruko (新丸子)       | 10,3 | ǀ  | ǀ  | ǀ  | ǀ  | | Koord. | Nakahara-ku, Kawasaki | Kanagawa  |
| TY11                                 | Musashi-Kosugi (武蔵小杉)  | 10,8 | ●  | ●  | ●  | ǀ  | Nambu-Linie Shōnan-Shinjuku-Linie Yokosuka-Linie | Koord. | Nakahara-ku, Kawasaki | Kanagawa  |
| TY12                                 | Motosumiyoshi (元住吉)     | 12,1 | ǀ  | ǀ  | ǀ  | ǀ  | | Koord. | Nakahara-ku, Kawasaki | Kanagawa  |
| TY13                                 | Hiyoshi (日吉)             | 13,6 | ●  | ●  | ǀ  | ǀ  | Tōkyū Meguro-Linie U-Bahn Yokohama: Grüne Linie | Koord. | Kōhoku-ku, Yokohama   | Kanagawa  |
| TY14                                 | Tsunashima (綱島)          | 15,8 | ●  | ǀ  | ǀ  | ǀ  | | Koord. | Kōhoku-ku, Yokohama   | Kanagawa  |
| TY15                                 | Ōkurayama (大倉山)         | 17,5 | ǀ  | ǀ  | ǀ  | ǀ  | | Koord. | Kōhoku-ku, Yokohama   | Kanagawa  |
| TY16                                 | Kikuna (菊名)              | 18,8 | ●  | ●  | ●  | ǀ  | Yokohama-Linie | Koord. | Kōhoku-ku, Yokohama   | Kanagawa  |
| TY17                                 | Myōrenji (妙蓮寺)          | 20,2 | ǀ  | ǀ  | ǀ  | ǀ  | | Koord. | Kōhoku-ku, Yokohama   | Kanagawa  |
| TY18                                 | Hakuraku (白楽)            | 21,4 | ǀ  | ǀ  | ǀ  | ǀ  | | Koord. | Kanagawa-ku, Yokohama | Kanagawa  |
| TY19                                 | Higashi-Hakuraku (東白楽)  | 22,1 | ǀ  | ǀ  | ǀ  | ǀ  | | Koord. | Kanagawa-ku, Yokohama | Kanagawa  |
| TY20                                 | Tammachi (反町)            | 23,2 | ǀ  | ǀ  | ǀ  | ǀ  | | Koord. | Kanagawa-ku, Yokohama | Kanagawa  |
| TY21                                 | Yokohama (横浜)            | 24,2 | ●  | ●  | ●  | ●  | Keihin-Tōhoku-Linie Negishi-Linie Tōkaidō-Hauptlinie Yokosuka-Linie Keikyū-Hauptlinie Sōtetsu-Hauptlinie U-Bahn Yokohama: Blaue Linie Minatomirai-Linie   | Koord. | Nishi-ku, Yokohama    | Kanagawa  |
| ↓ Durchbindung zur Minatomirai-Linie |                            |      |    |    |    |    | |        |                       |           |